# Domenico Melegatti
Domenico Melegatti (Verona, 16 settembre 1844 – Verona, 31 gennaio 1914) è stato un pasticciere italiano, colui che ha inventato il pandoro e fondato l'omonima industria dolciaria italiana.

## Biografia
Figlio d'arte, muove i primi passi nella rinomata pasticceria di suo padre Pietro, ubicata in centro città nel corso di Porta Borsari, nella quale incomincia a lavorare dopo aver completato le scuole primarie. Rispetto ai suoi fratelli Giuseppe e Angelo mostra una spiccata vocazione nell'arte pasticciera e nella ricerca di idee nuove e originali.
A 24 anni dimostra questa sua attitudine all'esposizione agricola di Verona, dove vince un premio speciale per alcuni sistemi originali nella realizzazione di lavori in zucchero. Mancato suo padre, con cui ha avuto rapporti altalenanti sul fronte dell'innovazione dei prodotti, nel 1873 prende le redini dell'attività e incomincia ad affiancare ai dolci della tradizione scaligera idee innovative come i confetti chiamati ghiaia dell'Adige, ma anche altre non legate all'industria dolciaria come le caramelle di carne (una variante del dado da cucina di Von Liebig), determinato a far crescere la sua fama ben oltre i confini di Verona.
Alla grande attitudine per la sperimentazione di nuovi accostamenti e al rinnovamento delle ricette tradizionali Melegatti abbina altrettanta abilità tecnica, predisponendo in proprio una serie di sistemi per la conservazione degli ingredienti deperibili e apportando migliorie ai forni del suo negozio rivelando un genio e un'inventiva fuori dal comune.

La pasticceria Melegatti in corso Porta Borsari.

L'idea del pandoro nasce dalla volontà di Melegatti di offrire un prodotto dolciario per tutte le occasioni, di grande richiamo e foriero di un cospicuo volume di affari per la pratica impossibilità di confezionarlo in proprio. L'ispirazione arriva dall'antica tradizione scaligera della festa natalizia del pane. Il levà, così si chiama, è un dolce che si impasta nella notte della vigilia con farina, latte e lievito, insaporito da mandorle, uvetta e pinoli e cosparso di granelli di zucchero sulla superficie. Melegatti elimina mandorle, pinoli e uvetta, ingredienti che ostacolano la lievitazione uniforme, per aggiungere in grande quantità uova, zucchero e burro a un impasto ricco di lievito e quindi destinato a diventare oltremodo voluminoso, che richiede trentasei ore complessive di lavorazione, sette cicli di impasto e ben dieci ore di lievitazione. L'impossibilità di poterlo confezionare in proprio deriva, oltre che dalla procedura ora citata, dalla necessità di un forno che sia in grado di assicurare una cottura uniforme a un ammasso che pesa oltre un chilogrammo e che necessita, altresì, di un contenitore che per forma e dimensioni possa contenerlo prima e soprattutto dopo l'aumento di dimensioni derivante dalla cottura.
I due problemi sono risolti da Melegatti mediante uno speciale forno detto "a calore continuo", che mantiene uniforme la temperatura al suo interno ed evita il formarsi della crosta superficiale tipica del panettone milanese, e da uno speciale stampo metallico a piramide tronca con la forma di una stella a otto punte, scelto nonostante nelle intenzioni iniziali il nuovo dolciume sia riservato a tutte le feste. Dal punto di vista tecnico e organizzativo il pasticciere veronese dota i propri locali di un sistema di ventilazione e riscaldamento in grado di controllare la temperatura e l'umidità e assume due incaricati con il compito di sovraintendere a tutto il procedimento.

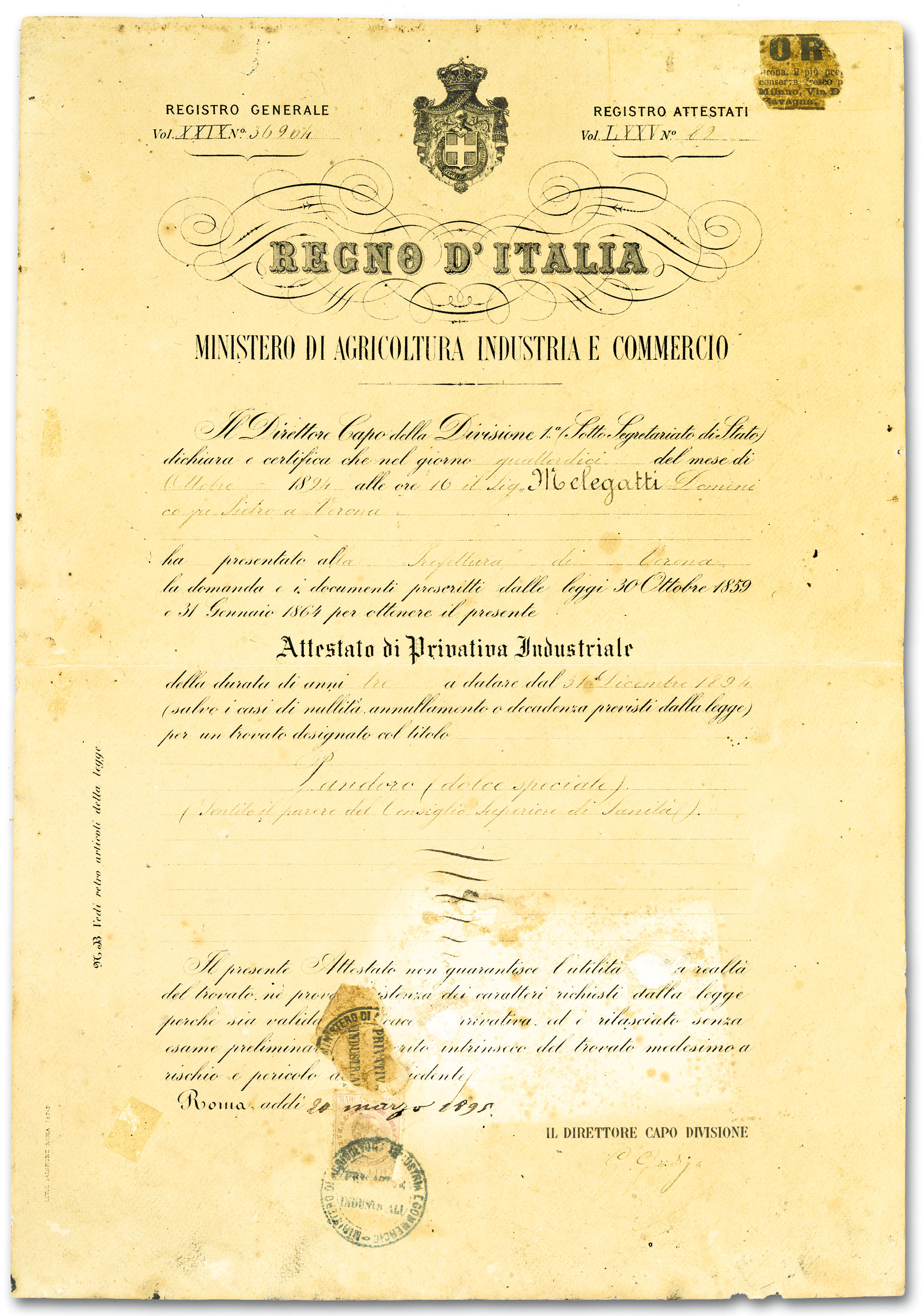
Il certificato di privativa ottenuto da Melegatti per il suo pandoro.

Nel nuovo prodotto investe in grande stile, sia dal punto di vista creativo che da quello economico, e i suoi sforzi sono immediatamente coronati dal successo. Se le fonti non ci dicono in quale anno preciso ne abbia incominciato la produzione, e nemmeno ci assicurano se l'origine del nome sia davvero dovuta alla nota frase di un garzone ("l'è proprio un pan de oro"), sappiamo per certo che nell'ottobre 1894 Melegatti richiede e ottiene dal Ministro di Agricoltura Industria e Commercio del Regno d'Italia un certificato di privativa per quello che alla stessa data si chiama a tutti gli effetti pandoro, dolce speciale. Come sempre accade per i prodotti di successo, infatti, una volta diventato famoso sia in città sia nell'intera provincia il pandoro viene imitato, anche se con risultati non sempre buoni, anche dagli altri pasticceri, che non riescono a reggere la concorrenza nel periodo di Natale e Pasqua coi dolciumi tipici del periodo. I tentativi di imitazione portano a un accumularsi di controversie legali, al punto che prima di chiedere la privativa Melegatti chiede pubblicamente ai suoi colleghi di pubblicare la ricetta del vero pandoro per un compenso di mille lire.
Al conseguimento del certificato segue la fondazione della Casa del Pandoro di Domenico Melegatti e la nascita dello storico logo con le tre mele e i due gatti rampanti attorno alla forma stilizzata del dolce.
La genialità di Melegatti si manifesta anche nell'innovativo sistema di vendita del prodotto, basato sulla spedizione per corrispondenza, che consente di ampliare le possibilità di contatto dei potenziali clienti e lo porta a studiare un imballaggio dotato di confezione con il logo dell'azienda, idoneo a proteggere il prodotto da ogni possibile danno durante il viaggio, mantenuto fresco da idonei sistemi di conservazione. La sua grande capacità imprenditoriale si ravvisa anche in un'opera di "marketing" inedita per una piccola impresa come una pasticceria. La strategia comunicativa prevede grandi inserzioni sui giornali, manifesti murali, nuove insegne luminose sul negozio e partecipazione massiccia agli eventi del settore dolciario e alimentare.

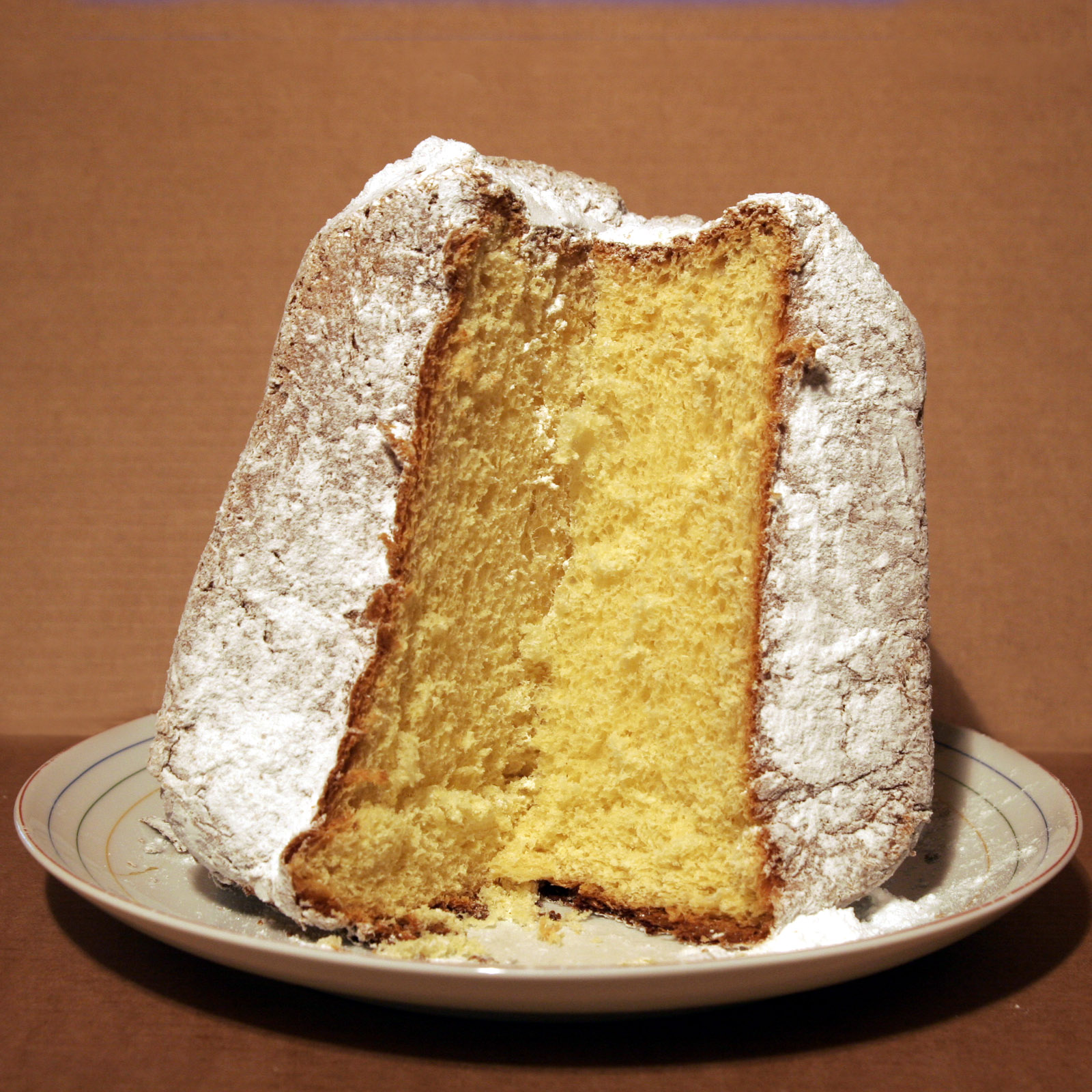
Un moderno pandoro.

Nei primi anni del '900 il pandoro è un prodotto ormai affermato in tutto il nord-italia, al punto da poter entrare in concorrenza con il panettone di Milano, città in cui Melegatti apre un suo negozio destinato a rimanere attivo fino all'inizio della guerra. La pasticceria di corso Porta Borsari si è ampliata a quasi tutto il pianterreno dell'edificio in cui ha sede, con dieci specialisti pasticcieri e altrettante persone tra commessi e garzoni. A questo grande successo commerciale non corrisponde l'avvio di una produzione industriale, essenzialmente a causa dell'elitarietà del prodotto dolciario (molto costoso, e quindi riservato a chi può permetterselo), e della difficoltà di effettuare consegne oltre una certa distanza per i sistemi di conservazione in uso al momento, già buoni ma che non consentono di mantenere la freschezza del prodotto oltre i due o tre giorni. Il pandoro rimane quindi una produzione artigianale come i restanti prodotti della pasticceria, il cui consumo è limitato al periodo di Natale nonostante si insista che è un dolce per tutto l'anno e tutte le feste. Nel 1904 Melegatti prova a ovviare a questa limitazione con una variante del suo pandoro più piccola e meno costosa, che viene commercializzata col nome di "pan reale" (in onore di Re Umberto I assassinato pochi anni prima), ma che non supera - nonostante il gradimento del pubblico - il ruolo di bene di lusso che il dolciume riveste all'epoca.
Alla scomparsa di Domenico Melegatti e in mancanza di eredi diretti, la pasticceria passa alla nipote Irma Barbieri, che ne prende le redini col marito Virgilio Turco, direttore del negozio di Milano, che viene contestualmente chiuso.
Lo scoppio della Grande Guerra porta inevitabilmente a una riduzione dei consumi voluttuari, come sono quelli legati alla pasticceria, e solo dopo la fine del conflitto si ritornerà ai volumi produttivi precedenti. Ma sarà solo dopo la fine del secondo conflitto mondiale che si arriverà alla produzione su scala industriale che era stata vagheggiata da Domenico Melegatti.